# Pykrete

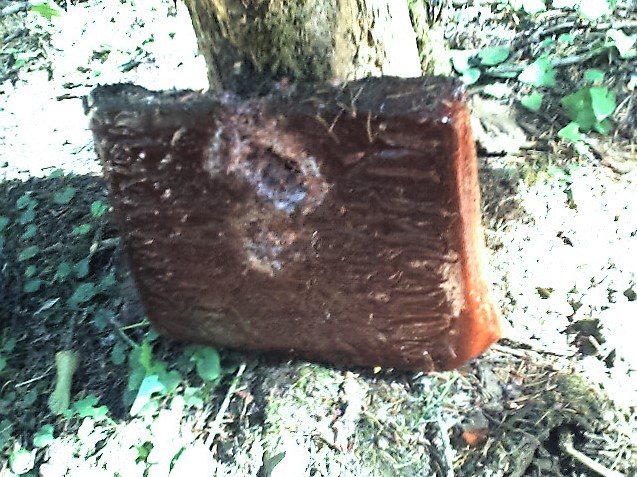
Pykretová deska po výstřelovém testu

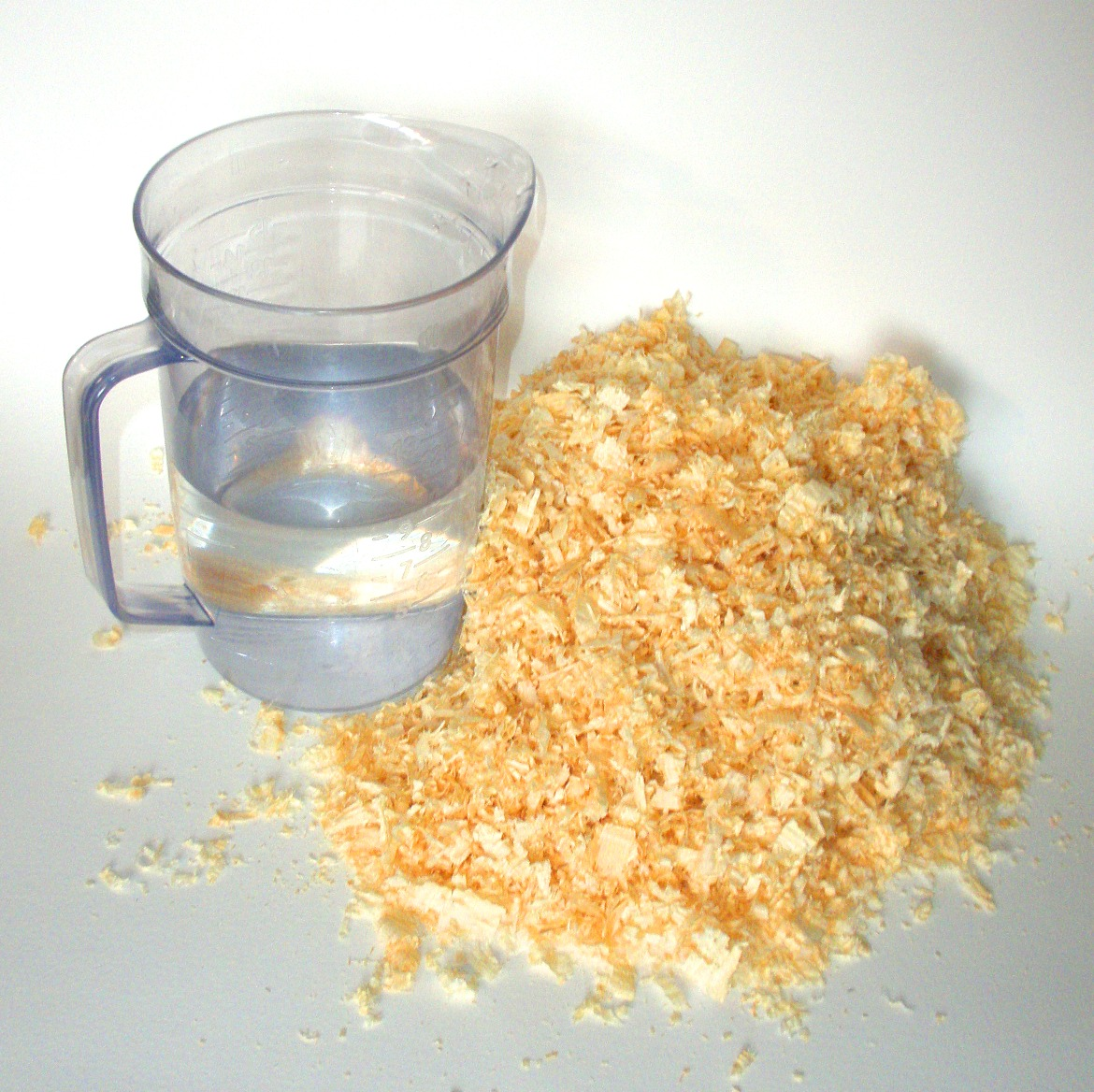
Pykrete tvoří směs 14 hmotnostních procent dřevěných pilin a 86 hmotnostních procent vody

Pykrete (též pykret) je kompozitní materiál vytvořený z ledu a dřevěných pilin nebo jiné dřevoviny (třeba papíru). Měřeno procenty hmotnosti to je asi 86 % ledu a 14 % pilin, neboli poměr přibližně 6:1.
Za 2. světové války navrhl britský vynálezce Geoffrey Pyke (1893–1948) využít tento materiál k realizaci Projektu Habakkuk, což byla stavba obří letadlové lodě pro Britské královské námořnictvo. Pykrete má totiž výjimečné vlastnosti, jako je poměrně pomalé tání dané jeho nízkou tepelnou vodivostí, a má v porovnání s běžným ledem rovněž mnohem větší pevnost a průrazuvzdornost. Tyto fyzikální vlastnosti jej umožňují ve zmrzlém stavu porovnávat s betonem.
Pykrete se poněkud hůř tvaruje než beton, protože se během mrznutí roztahuje. To však lze zlepšit použitím mořské vody. Směs mořské vody a dřevoviny lze vložit do jakékoli formy a zmrazit a výsledný produkt bude pevný a trvanlivý – tak dlouho, dokud bude uchováván na či pod svou teplotou tání. Odolnost vůči postupnému bobtnání či sesedání se zlepšuje, čím víc se teplota blíží k −15 °C.

## Historie

### 2. světová válka
Geoffreymu Pykeovi se podařilo přesvědčit lorda Mountbattena o možnostech svého návrhu někdy kolem roku 1942 (vlastně ještě než došlo k samotnému vynálezu pykretu). Zkoušky probíhaly na dvou místech v kanadské provincii Alberta. Nápad postavit loď z ledu zaujal americké a kanadské velení natolik, že během jednoho měsíce vznikla na Patriciině jezeře v kanadských Skalnatých horách 18 m dlouhá a 1000 tun těžká loď. Jelikož to bylo, ještě než se na scéně objevil pykrete, byla tato loď zhotovena z běžného ledu vytěženého z jezera. Lodi trvalo trochu déle než celé léto, než roztála, avšak čistý led se ukázal jako příliš slabý. Pyke se z vědecké zprávy, kterou sepsal rakousko-americký chemik Herman Francis Mark (1895–1992) se svým asistentem Walterem P. Hohensteinem (1908–1987), dozvěděl, že led zhotovený z vody smíchané s dřevěnými vlákny vytvoří pevnou hmotu, mnohem odolnější, než je led ze samotné vody. Britský molekulární biolog Max Perutz později vzpomínal:
Pak mi Pyke jednoho dne ukázal zprávu, o níž tvrdil, že má potíže, aby ji pochopil. Byla od mého bývalého profesora fyzikální chemie ve Vídni Hermana Marka. Když Němci obsadili Rakousko, ztratil práci a nové působiště našel na Brooklynském polytechnickém institutu. Jako odborník na umělé hmoty věděl, že mnohé z nich jsou v čistém stavu křehké a lámavé a jejich houževnatost lze zvýšit vložením vláken, jako je například celulóza, tak jako se dá beton pomocí ocelových prutů vylepšit na železobeton. Herman Mark a jeho asistent přimíchali do vody trochu bavlny či celulózy nebo novinového papíru, načež tuto směs zmrazili. Zjistili tak, že tyto příměsi velmi významně zvýšily odolnost ledu.

Když jsem tuto zprávu pročetl, doporučil jsem svým nadřízeným, abychom zastavili naše experimenty s čistým ledem a zařídili laboratoř pro výrobu a testování zesíleného ledu. Velitelství kombinovaných operací zabralo velký sklad masa umístěný pět pater pod zemí pod Smithfieldským masným trhem v centru Londýna a objednalo elektricky vyhřívané oděvy, jako jsou ty, které nosí letci, aby nás udržely při teplotách pod nulou v teple. Přidělili mi také několik mladých příslušníků commandos jako techniky. Já jsem si přizval na pomoc Kennetha Pascoea, který v té době studoval fyziku a později začal přednášet inženýrství na Univerzitě v Cambridgi. Postavili jsme velký aerodynamický tunel pro zmražení kaše z mokré celulózy a rozřezali zesílený led na bloky. Naše testy brzy potvrdily Markovy a Hohensteinovy výsledky. Bloky ledu, jež obsahovaly pouhé 4 % celulózy, byly při stejné hmotnosti stejně pevné jako beton. Na počest „otce“ projektu jsme zesílený led nazvali pykrete. Když jsme vystřelili z pušky do stojícího bloku z čistého ledu o rozměrech 60 x 60 x 30 cm, blok se roztříštil. U stejného bloku z pykretu udělala kulka jen malý kráter a uvázla v materiálu, aniž udělala jakoukoli škodu. Moje akcie stoupaly, ale nikdo mi neprozradil, k čemu je pykrete zapotřebí. Řekli mi jen, že je to pro Projekt Habakkuk. 
Perutz, Max, 'I Wish I'd Made You Angry Earlier', 
Max Perutz se později dozvěděl, že Projekt Habakkuk byl plán postavit obrovskou letadlovou loď, nebo spíš plovoucí ostrov než loď v tradičním pojetí. Pokusy, které prováděl Dr. Perutz se svými spolupracovníky v laboratoři pod Smithfieldským masným trhem v centru Londýna probíhaly v přísném utajení, maskovány clonou jatečních půlek a čtvrtí z poražených zvířat. Pokusy potvrdily, že pykrete je mnohem pevnější než čistý led a že se netříští. Ukázalo se však rovněž, že se při teplotách nad −15 °C vlastní vahou prohýbá.
Mountbattenovu reakci na tento průlom zaznamenal Pykeův životopisec David Lampe:
Co se stalo pak, vysvětlil lord Mountbatten několik let po válce v hojně citovaném projevu při slavnostní večeři: „Byl jsem vyslán do Chequers Courtu (oficiální venkovské sídlo britských premiérů) za předsedou vlády, kde mi bylo sděleno, že pan premiér je ve vaně. ,Výborně,‘ prohlásil jsem, ,to je přesně tam, kde ho potřebuji mít.‘ Vyběhl jsem po schodech a zavolal na něj: ,Mám pro vás kostku nového materiálu, kterou bych chtěl dát do vaší vany.‘ Churchill mi pak doporučil, abych to vzal na Québeckou konferenci.“

Ukázka v Churchillově vaně, z níž stoupala pára, byla velice dramatická. Poté co se rozpustila vnější ledová vrstva na malé pykretové kostce, ochránila čerstvě odhalená celulóza její zbývající část před roztáním. 
Lampe, David, 'Pyke, the Unknown Genius', 
Další historka je z Québecké konference v roce 1943, kam s sebou lord Mountbatten přivezl kostku pykretu, aby předvedl její potenciál skupině admirálů a generálů, kteří přijeli společně s Winstonem Churchillem a Franklinem Delano Rooseveltem. Viceadmirál Mountbatten přišel na poradu o projektu se dvěma kostkami a postavil je na podlahu. První byla kostka běžného ledu, druhá byla z pykretu. Lord Mountbatten pak vytáhl svoji služební pistoli a střelil do první kostky. Ta se roztříštila a rozletěla na kusy. Pak střelil do kostky z pykretu, aby předvedl, jak je tento druh ledu odolný vůči projektilům. Kulka se od kostky odrazila, otřela se americkému admirálovi Ernestu Kingovi o nohavici a skončila nahoře ve zdi. Podle Perutzových vlastních slov se však incident s kulkou, která se otřela o admirálskou nohavici, udál mnohem dříve, a v Londýně. A z pistole vystřelil někdo z týmu pracujícího na projektu, nikoli viceadmirál Mountbatten.
Navzdory těmto ukázkám nebyla hlavní část Projektu Habakkuk nikdy realizována, a to jednak pro jeho velkou finanční náročnost a rovněž vzhledem k tomu, že britské velení věřilo, že se válečné štěstí začíná obracet ve prospěch Spojenců i za použití mnohem běžnějších metod.
Ze vzpomínek britského generála Hastingse Lionela Ismaye:
Značné množství úvah, řada z nich na vysoké technické úrovni, se rovněž věnovalo proveditelnosti stavby plovoucích plošin, jež by mohly sloužit buď jako vzletové a přistávací dráhy pro stíhací letouny a bombardéry, které operují daleko od vlastních pozemních letišť, nebo jako dálkové přepravní lodi pro podobné letouny. Nápad, že by se tyto plovoucí plošiny mohly budovat z ledovce, vzešel původně od jednoho člena Oddělení kombinovaných operací a Mountbatten jej vehementně podporoval. Plošiny by byly vybaveny motory, které by jim umožňovaly plavbu nízkou rychlostí, a mrazicími agregáty na ochranu před táním. Takové plošiny by byly nepotopitelné. Celé se to zdálo jako naprostá fantasmagorie, ale nápad bylo třeba řádně prošetřit, aby mohlo padnout rozhodnutí co dál. Velení Námořnictva Spojených států proto posoudilo řadu konstrukčních metod, nakonec však usoudilo, že stejnému účelu, a mnohem levněji, poslouží současné letadlové lodě a letadla s dlouhým doletem.
Ismay, Hastings Lionel, 'The Memoirs of Lord Ismay', 

### Po 2. světové válce

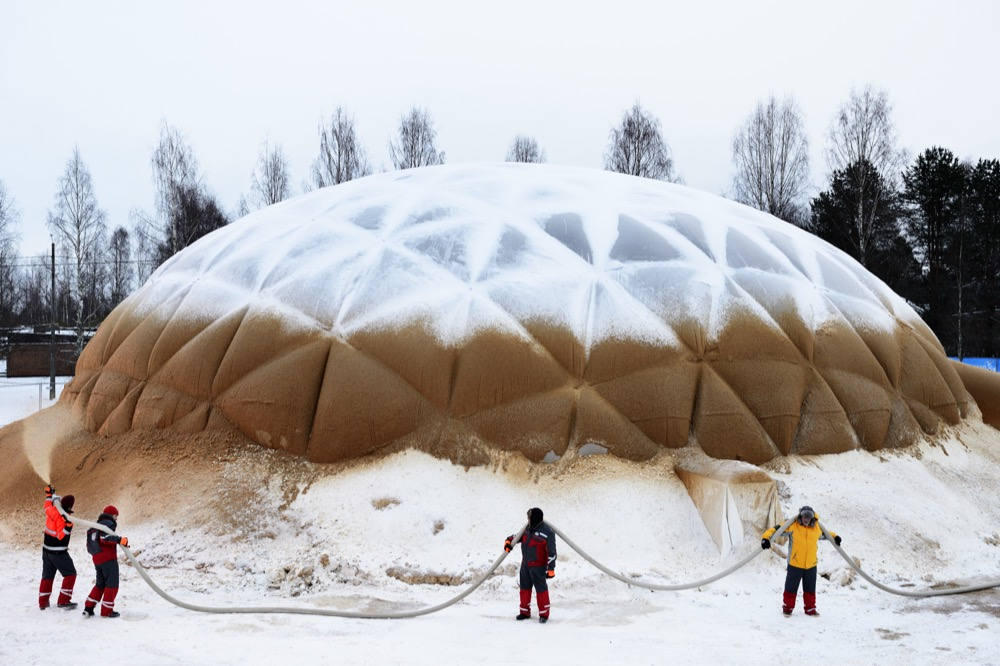
Stavba pykretem zesílené ledové kupole studenty Eindhovenské technické univerzity

Po 2. světové válce zůstal pykrete dál vědeckou zvláštností, jíž se nevěnoval ani výzkum, ani nebyla využita při nějaké významnější stavbě. Nicméně čas od času se mezi architekty, inženýry a designéry objeví nové nápady na jeho využití, jež mívají obvykle souvislost s možnostmi, které nabízí pro mamutí stavby na otevřeném moři, nebo s jeho vylepšením při použití supersilných materiálů, jako jsou syntetické kompozity nebo Kevlar.
V roce 1985 se o pykretu uvažovalo v souvislosti se stavbou přístaviště v přístavu v Oslo. Avšak vzhledem k nespolehlivosti pykretu v běžných podmínkách byl tento návrh zamítnut. Pykrete totiž ke správnému fungování potřebuje, aby byl udržován na či pod bodem mrazu, a při teplotách nad −15 °C má tendenci se vlastní vahou prohýbat.
Roku 2011 postavili výzkumníci z Vídeňské technické univerzity v Obergurglu v Ötztalských Alpách úspěšně velké pykretové iglú, jehož základna měla průměr 10 metrů. Vylepšili původní japonskou metodu stříkání ledu na balón s využitím přirozených vlastností ledu a jeho pevnosti. Iglú vydrželo stát celé tři měsíce, než led začaly rozpouštět sluneční paprsky, čímž přestala být stavba spolehlivá. Výzkumník Johann Kollegger z Vídeňské technické univerzity se domnívá, že nová metoda, kterou použil jeho tým, je mnohem lepší, neboť při ní nedochází k postříkání pracovníků ledovou vodou. Kollegger se svými spolupracovníky při stavbě nejdříve rozřezali 20centimetrovou ledovou desku na 16 dílů. Aby získali kupolovitý tvar iglú, spolehli se výzkumníci na plastickou deformaci (tečení) ledu. Je-li totiž na led vyvíjen tlak, mění pozvolna tvar, aniž dochází k jeho lámání. Podobně funguje jeden z mechanismů, díky jimž se pohybují ledovce, tvrdí experimentátoři.
V roce 2014 pracovali výzkumníci se studenty Eindhovenské technické univerzity na pykretovém architektonickém projektu v severokarelské Juuce, jehož součástí byla ledová kupole a zmenšený pykretový model barcelonského chrámu Sagrada Família. Šlo jim přitom zejména o to, vytvořit největší ledovou kopuli na světě. Kvůli lidské chybě došlo k vytržení přípojky ke kompresoru, který udržoval podkladový balón nafouknutý, takže došlo k jeho splasknutí. Týmu holandských studentů se podařilo balón rychle znovu nafouknout a přestříkat tu část kopule, která se zhroutila. Pokračovali dál v práci a nakonec kopuli otevřeli pro veřejnost. Nicméně po několika dnech se kopule propadla. Uvnitř v té době naštěstí nebyli žádní návštěvníci.

## Mechanické vlastnosti
Odolnost pykretu je stále předmětem diskusí. Perutz odhadoval hodnotu jeho pevnosti v tlaku kolem 7,6 MPa.
Návrh na stavbu menších pykretových lodí ze září 1943 obsahoval i následující tabulku vlastností:
| Mechanické vlastnosti | Led   | Beton  | Pykrete |
| --------------------- | ----- | ------ | ------- |
| Pevnost v tlaku [MPa] | 3,447 | 17,240 | 7,584   |
| Pevnost v tahu [MPa]  | 1,103 | 1,724  | 4,826   |
| Hustota [kg/m³]       | 910   | 2500   | 980     |